# 香檳社會主義者

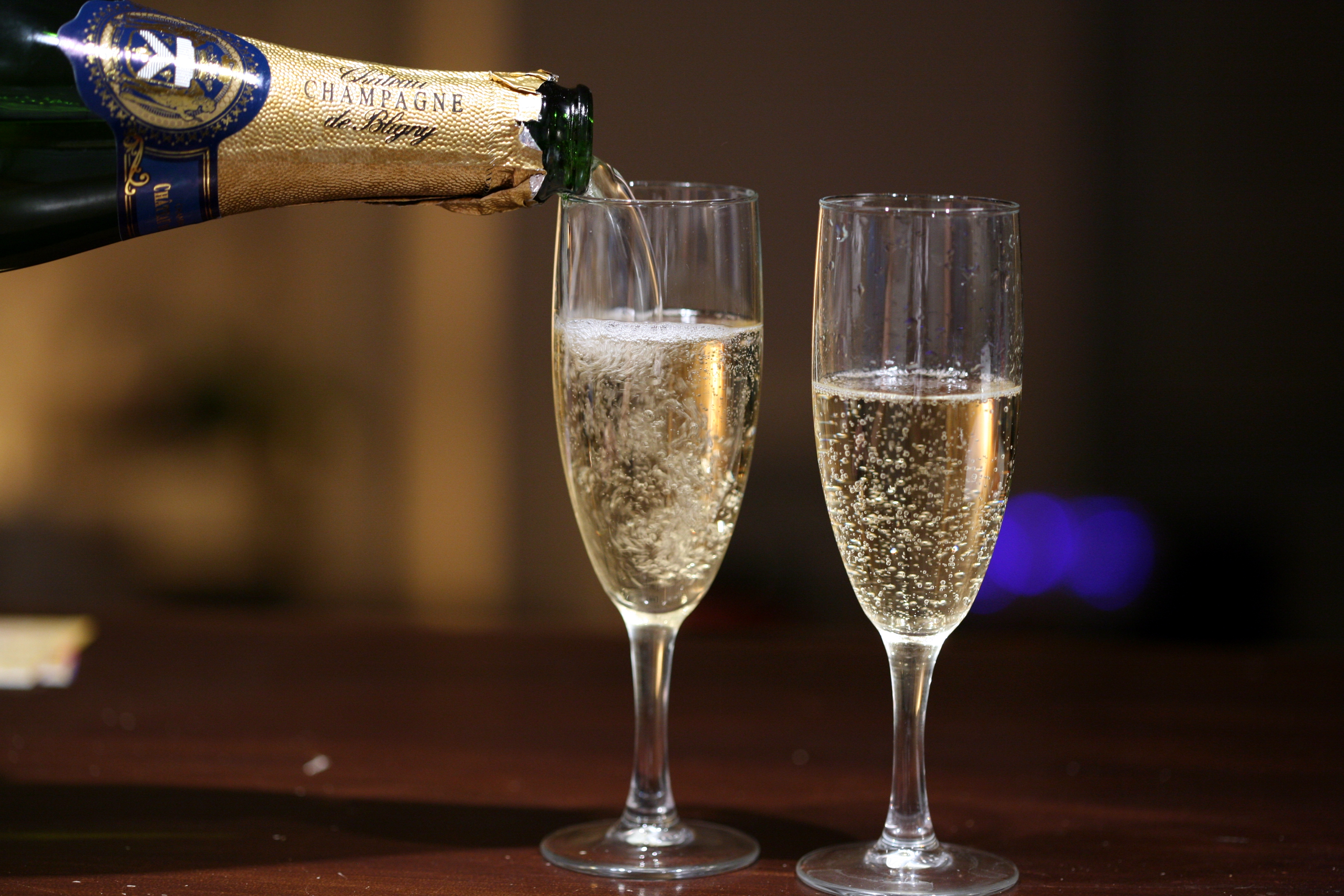
香槟酒被视为資產階級左翼的贬义象征。

香檳社會主義者（英語：Champagne Socialist）是一个在英国政治中常用的贬义词，被当地的馬克思主義者等左翼意識型態擁護者用以批評部份上流社會人士一方面宣傳左翼或中左翼價值觀，另一方面卻享受奢侈生活。

## 用法
不少馬克思主義者以此詞諷刺一些社會主義者享受奢侈的生活，行為不符合社會主義價值觀，而部份被批評者則回應指如果奢侈品被平均分享，則他們的行為沒有違反社會主義價值觀。該詞含義與“拿鐵自由派”“扶手椅革命者”等詞大致相同，但被諷刺的對象不同。類似詞彙还有中國大陸的「白左」、香港的「左膠」等。